# Нурхан Сулейман-огли
Нурхан Сулейман-огли (тур. Nurhan Süleymanoğlu, каз. Нұрхан Сүлейменов; нар. 28 лютого 1971, Шимкент, Казахстан) — турецький боксер казахського походження, призер чемпіонатів світу та Європи серед аматорів.

## Аматорська кар'єра
Нурхан Сулейман-огли народився у СРСР, але після його розпаду переїхав на постійне проживання в Туреччину і виступав під турецьким прапором. У 1990-х роках брав участь у багатьох міжнародних турнірах.
Першим турніром, на якому Сулейман-огли віступив під турецьким прапором, став чемпіонат світу 1993, на якому Сулейман-огли здобув одну перемогу і програв в 1/8 фіналу Ектору Вінент (Куба) — RSC 2.
Восени 1993 року на чемпіонаті Європи, що проходив в Туреччині, Сулейман-огли став чемпіоном.
- В 1/16 фіналу переміг Джейсона Вільямса (Уельс) — 14-3
- В 1/8 фіналу переміг Пітера Річардсона (Англія) — 8-5
- В чвертьфіналі переміг Нордіна Муши (Франція) — 10-6
- В півфіналі переміг Армена Геворкяна (Вірменія) — 12-3
- В фіналі переміг Октай Уркал (Німеччина) — 5-2

На чемпіонаті світу 1995 Нурхан Сулейман-огли здобув чотири перемоги, в тому числі в півфіналі над Октай Уркал — 10-3, а в фіналі знов поступився Ектору Вінент — 4-7.
На чемпіонаті Європи 1996 Сулейман-огли здобув чотири перемоги, а в фіналі вперше поступився Октай Уркал — 4-6.
На Олімпійських іграх 1996 Сулейман-огли переміг Абубакара Діалло (Гвінея) — 21-5, а в другому бою з розгромним рахунком втретє поступився Ектору Вінент — 1-23.
На чемпіонаті світу 1997 програв в першому бою маловідомому боксеру з Алжиру.
На чемпіонаті Європи 1998 здобув три перемоги, в тому числі в півфіналі над господарем турніру Сергієм Биковським (Білорусь) — 6-3, а в фіналі програв Дорелу Сіміон (Румунія) — 3-9.
Взяв участь в чемпіонаті світу 1999 в категорії до 67 кг, але програв в першому бою Лучіану Буте (Румунія) — 5-9.
На чемпіонаті Європи 2000 повернувся в категорію до 63,5 кг і, здобувши дві перемоги та програвши в півфіналі Олександру Леонову (Росія) — 5-11, завоював бронзову медаль.
На Олімпійських іграх 2000 Нурхан Сулейман-огли переміг Майкла Стренджа (Канада) — 9-3, а в 1/8 фіналу програв Сергію Биковському — 8-8(+).

## Професіональна кар'єра
2001 року Сулейман-огли дебютував в США на професійному рингу. 15 січня 2004 року завоював вакантний титул чемпіона Центральної Америки за версією WBA в першій середній вазі.
Маючи рекорд 14-0 15 липня 2004 року вийшов на бій за титул чемпіона USBA в напівсередній вазі, але програв за очками Девіду Естраді (США). Після цієї поразки в кар'єрі Сулейман-огли пішли переважно поразки.